# جرترود جونز هوك
جرترود جونز هوك (بالإنجليزية: Gertrude Jones Hawk)‏ هي سيدة أعمال أمريكية، ولدت في 1903 في دنمور في الولايات المتحدة، وتوفيت في 31 مايو 1987.